# Ouragan Helene
Pour les articles homonymes, voir Cyclone tropical Helene.
L’ouragan Helene est le huitième cyclone tropical nommé, le cinquième ouragan et deuxième ouragan majeur de la saison cyclonique 2024 dans l'océan Atlantique nord. Il s'est développé dans le nord-ouest de la mer des Caraïbes, une zone que le National Hurricane Center (NHC) a commencé à surveiller dès le 17 septembre. Le 24 septembre, une perturbation s'était suffisamment consolidée pour devenir une tempête tropicale nommée à l'approche de la péninsule du Yucatán. Les conditions favorables dans le golfe du Mexique lui ont permis de devenir un ouragan de catégorie 1 de l'échelle de Saffir-Simpson tôt le 25 septembre, puis une intensification rapide l'a mené jusqu'à la catégorie 4 dans la soirée du 26 septembre. Tard le 26 septembre, Helene a frappé la région du Big Bend Coast de Floride à son intensité maximale avec des vents soutenus de 225 km/h et une pression centrale de 938 hPa. Affaibli par son déplacement à l'intérieur des terres, le système a dégénéré en cyclone post-tropical au-dessus du Kentucky le 27 septembre puis a fait du surplace avant de se dissiper le 29 septembre.
Le système a affecté les îles Caïmans, Cuba et le Mexique mais surtout le sud-est des États-Unis. En prévision de l'arrivée d’Helene, les gouverneurs de Floride et de Géorgie ont tous deux déclaré l'état d'urgence en raison des impacts importants attendus de l'onde de tempête, des rafales de force d'ouragan allant jusqu'à la région d'Atlanta et des pluies diluviennes. La pluie a perduré plusieurs jours plus au nord, particulièrement sur les Appalaches, laissant des accumulations records et dévastant de nombreux États de la région.
Au 7 octobre 2024, le bilan humain s'élevait à au moins 232 décès, mais plus de 600 personnes supplémentaires étaient portées disparues, ces dernières essentiellement dans le comté de Buncombe en Caroline du Nord. Il s'agit à ce moment du second ouragan le plus meurtrier à frapper les États-Unis durant les 50 dernières années, seulement surpassé par Katrina en 2005. Le 8 avril 2025, le National Hurricane Center a publié son rapport final faisant étant de 250 morts dont 176 directs, 71 indirects et 3 de cause inconnue.
Le bilan matériel est estimé intialement par CoreLogic (en) à plus de 47 milliards $US pour le Sud-Est des États-Unis, de très loin le plus important de la saison cyclonique. Il est révisé à plus de 90 milliards plus tard. Plus de 4 millions de foyers ont été privés d'électricité.
Le 2 avril 2025, le Comité des ouragans de l'Organisation météorologique mondiale (OMM) a retiré le nom Helene des listes utilisées pour baptiser les cyclones tropicaux du bassin atlantique en raison du très lourd bilan humain et matériel de cet ouragan. Il sera remplacé par Holly dans la liste de 2030.

## Évolution météorologique

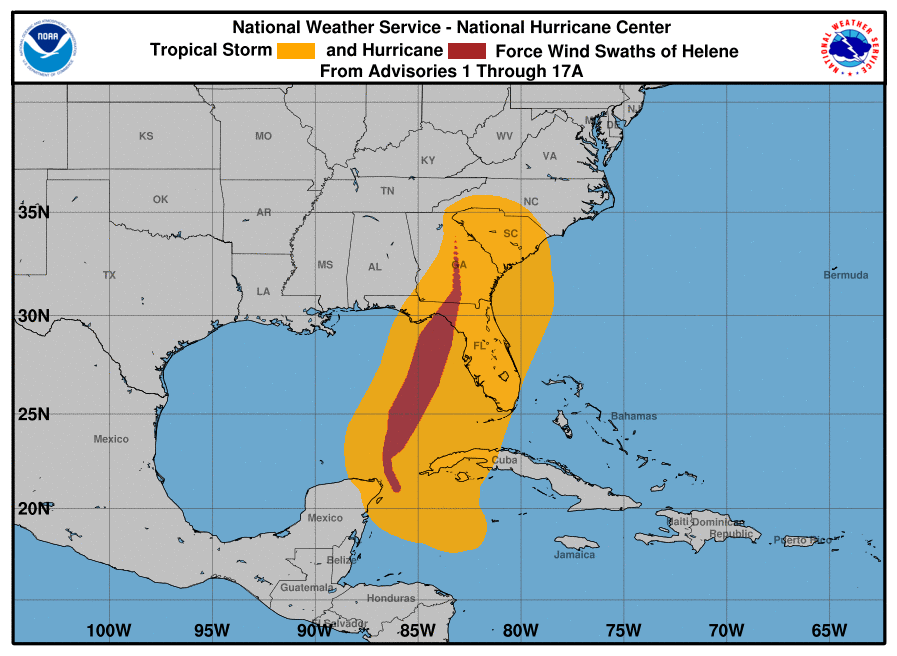
Corridor de vents de force de tempête (orange) et d’ouragan (rouge).

Dès le 17 septembre, le NHC prédisait un potentiel de développement d'un système tropical à moyen terme dans le nord-ouest de la mer des Caraïbes. Le 21, des orages désorganisés ont commencé à se développer entre l'Amérique centrale et la Jamaïque. Le 23 septembre, le NHC a émis un premier bulletin pour le cyclone potentiel Neuf, alors qu'une perturbation s'est formée à 205 km au sud-sud-ouest de Grand Cayman, et mis l'ouest de Cuba ainsi que l'est de la péninsule du Yucatán en alerte cyclonique. La côte ouest de la Floride et les Keys ont été ajoutées à l'alerte au cours des bulletins suivants.
À 15 h UTC le 24, le NHC a annoncé que le système était devenu la tempête tropicale Helene à la suite d'un rapport d'avion de reconnaissance mentionnant qu'il avait développé un centre fermé en surface à 275 km au sud-sud-est du canal du Yucatán. L'alerte cyclonique a été allongée à presque toute la Floride et la Géorgie. Le matin du 25, la tempête est passée dans le canal, le centre passant juste au large de Cancún, Mexique. À 15 h UTC le même jour, le NHC reclasse Helene, entrant dans le golfe du Mexique, en ouragan de catégorie 1 et l'alerte s'étend jusqu'à l'Alabama et à la Caroline du Sud.

Boucle d'images radar montrant Helene entrant sur la côte de la Floride.

L'ouragan Helene avec ses 670 km de diamètre est l'un des plus grands en taille à avoir touché la Côte du Golfe.

Les températures très chaudes de la mer et le cisaillement des vents en altitude pratiquement nul donnent des conditions pour une intensification rapide. Tôt le matin du 26 septembre, Helene est ainsi passé à la catégorie 2 de l'échelle de Saffir-Simpson à 515 km au sud-ouest de Tampa, Floride, passant à l'ouest des Keys. À 18 h 25 UTC, le NHC rehaussait l'ouragan à la catégorie 3, le second ouragan majeur de la saison, grâce au rapport d'un avion de reconnaissance. À 23 h UTC, il passait à la catégorie 4 à 235 km au sud de Tallahassee et se dirigeant rapidement vers le nord-nord-est. À 3 h 10 le 27, le centre de l'ouragan a touché la côte près du hameau de Perry dans la région de Big Bend Coast au sud-est de Tallahassee, selon le radar météorologique, à son maximum d'intensité  avec des vents soutenus de 225 km/h et une pression centrale de 938 hPa.
Helene a perdu rapidement de sa force en entrant dans les terres, passant du panhandle de Floride à la Géorgie. Le système est retombé à tempête tropicale vers 9 h UTC le 27 à l'est de Macon. À 18 h UTC, elle est rétrogradée à dépression tropicale en passant du Tennessee au Kentucky. À 21 h UTC, le NHC a émis son dernier bulletin pour Helene qui était devenue une dépression post-tropicale dans le centre du Kentucky vouée à devenir une dépression frontale en occlusion.
Par la suite le Weather Prediction Center (WPC) a pris la relève pour suivre les effets de l'ex-Helene dérivant vers l'ouest. Celui-ci a émis son dernier bulletin à 15 h UTC le 28, alors que le centre du système devenait une dépression coupée en dissipation.

## Conséquences

### Honduras
Le Honduras a connu de fortes pluies avec l'onde tropicale qui a précédé Helene. La rivière Goascorán a ainsi débordé de son lit dans les communautés voisines situées dans les zones basses des départements de Valle et de Choluteca, atteignant un niveau de plus de 1,30 m par endroits. L'état d'urgence a été décrété à San Marcos de Colón en raison des dégâts causés par la tempête. Près de 30 maisons auraient été touchées à El Cubulero, Alianza et 120 familles ont été touchées dans la ville côtière de Marcovia en raison de hautes vagues, au moins une maison a été détruite. De fortes pluies ont isolé les communautés et 50 personnes ont été hébergées dans le département d'El Paraíso en raison de graves inondations.

### Îles Caïmans
Le refuge de la Croix-Rouge des îles Caïmans a ouvert en prévision de la tempête. Des sites de dépôt de sacs de sable ont été ouverts à Grand Cayman et à Cayman Brac. Le Cayman Islands Regiment a été déployé pour aider à la préparation et à la distribution des sacs de sable. En raison de la menace de fortes pluies, les écoles ont été fermées le 23 septembre et un avertissement aux petites embarcation était en vigueur. La pluie  et la forte houle cyclonique ont commencé le lendemain.
Il est tombé plus de 250 mm de pluie sur les îles. Les routes de George Town ont été inondées ce qui a provoqué quatorze pannes de courant, affectant 118 clients sur Grand Cayman. Après le passage d’Helene, Grand Cayman a été touché par des vagues de 1,5 à 2,1 m le 26 septembre.

### Cuba
À Cuba, des alertes d'ouragan ont été émis pour l'ouest du pays. Des brigades médicales ont été préparées pour les zones inondables, les autorités ont fermé les écoles et les ports, rappelant les bateaux de pêche. En raison des conditions météorologiques défavorables causées par Helene, la compagnie provinciale de transport de La Havane a suspendu les services de traversier à Regla et l'administration maritime de Cuba a suspendu la navigation dans le golfe de Batabanó.
Les fortes pluies ont laissé des cumuls jusqu'à 220 mm à Presa Herradura et de 187 mm à Los Palacios. Ailleurs, Punta del Este et Île de la Jeunesse ont reçu 101 mm, Paso Real de San Diego 78 mm, Pinar del Río 72 mm et Isabel Rubio 70 mm. Dans la province de Pinar del Río, 17 des 24 réservoirs de la province déborderaient. Ailleurs, à El Palenque, l'accès routier serait coupé en raison des inondations causées par Helene. La montée rapide du niveau de la rivière Cuyaguateje l'a fait déborder.
Les fortes pluies ont provoqué deux glissements de terrain à La Havane et un bâtiment inhabité s'est effondré, blessant un homme. Des inondations se produisirent également dans la province de Mayabeque , principalement dans les municipalités de Batabanó, Melena del Sur et San Nicolás de Bari.
Les vents violents d’Helene ont provoqué une panne électrique affectant l'émetteur de Guanito et la majeure partie de la région, en particulier à San Juan y Martínez, Guane, Mantua et Minas de Matahambre. C'est environ 70 000 clients qui ont subi des pannes dans Pinar del Rio et 160000 autres touchés dans la province d'Artemisa.

### États-Unis
| État                 | Décès | Dégâts (milliards $US) | Référence |
| -------------------- | ----- | ---------------------- | --------- |
| Floride              | 34    | >21,1                  | [ 1 ]     |
| Géorgie              | 37    | >6,88                  | ,         |
| Caroline du Sud      | 50    | N/D                    | ,         |
| Caroline du Nord     | 107   | >53,6                  | ,         |
| Tennessee            | 18    | 1,35                   | ,         |
| Virginie             | 3     | N/D                    | [ 1 ]     |
| Virginie-Occidentale | 0     | N/D                    |           |
| Kentucky             | 0     | N/D                    |           |
| Indiana              | 0     | N/D                    | [ 1 ]     |
| Total                | ≥250  | ~ 90                   |           |

Le 23 septembre, le gouverneur Ron DeSantis de Floride a décrété l'état d'urgence pour 41 comtés, étendu à 61 le lendemain,. Le président américain Joe Biden a autorisé une déclaration de catastrophe fédérale pour ces mêmes comtés. Plusieurs comtés et villes ont fait de même, mettant en oeuvre leur plan d'urgence, évacuant les zones côtières et fermant les écoles et services publics à l'approche de l'ouragan. Des mesures similaires ont été prises par les États d'Alabama, de Géorgie et des Carolines.
Le matin du 27 septembre, selon le site poweroutage.us, c'est 1,4 million de clients qui étaient privés d’électricité en Caroline du Sud, 1,1 million en Floride, un million en Géorgie et 600 000 en Caroline du Nord.
Les accumulations de pluie dans plusieurs États ont dépassé 300 mm et au moins 14 États ont été mis sous une urgence de crue soudaine couvrant environ 1,1 million de personnes sur les régions du sud des Appalaches, de l'ouest de la Caroline du Nord, du Tennessee, de la Caroline du Sud et de la Virginie. Les vents d'ouragan ont affecté les États autour de la Floride mais des rafales jusqu'à 80 km/h ont même soufflé aussi au nord que l'Ohio et la vallée du Tennessee. Le maximum de pluie sur 3 jours selon le tableau a été enregistré à Busick dans la zone des Appalaches de Caroline du Nord avec 30,78 pouces (782 mm).
Plusieurs trains Amtrak vers ou venant de la Floride et de Géorgie ont été annulés. Les services de livraison du courrier ont également été touchés, comme UPS et FedEx, dans au moins cinq États. L'eau a inondé d'innombrables routes dans les États touchés, les rendant impraticables. Ainsi, en Caroline du Nord, plus de 290 routes ont été fermées dans tout l'État, certaines emportées par les flots.
Le bilan humain provisoire au 7 octobre, atteint au moins 232 morts pour l'ensemble des États-Unis,. Le 8 avril 2025, le National Hurricane Center a publié son rapport final faisant étant de 250 morts dont 176 directs, 71 indirects et 3 de cause inconnue.

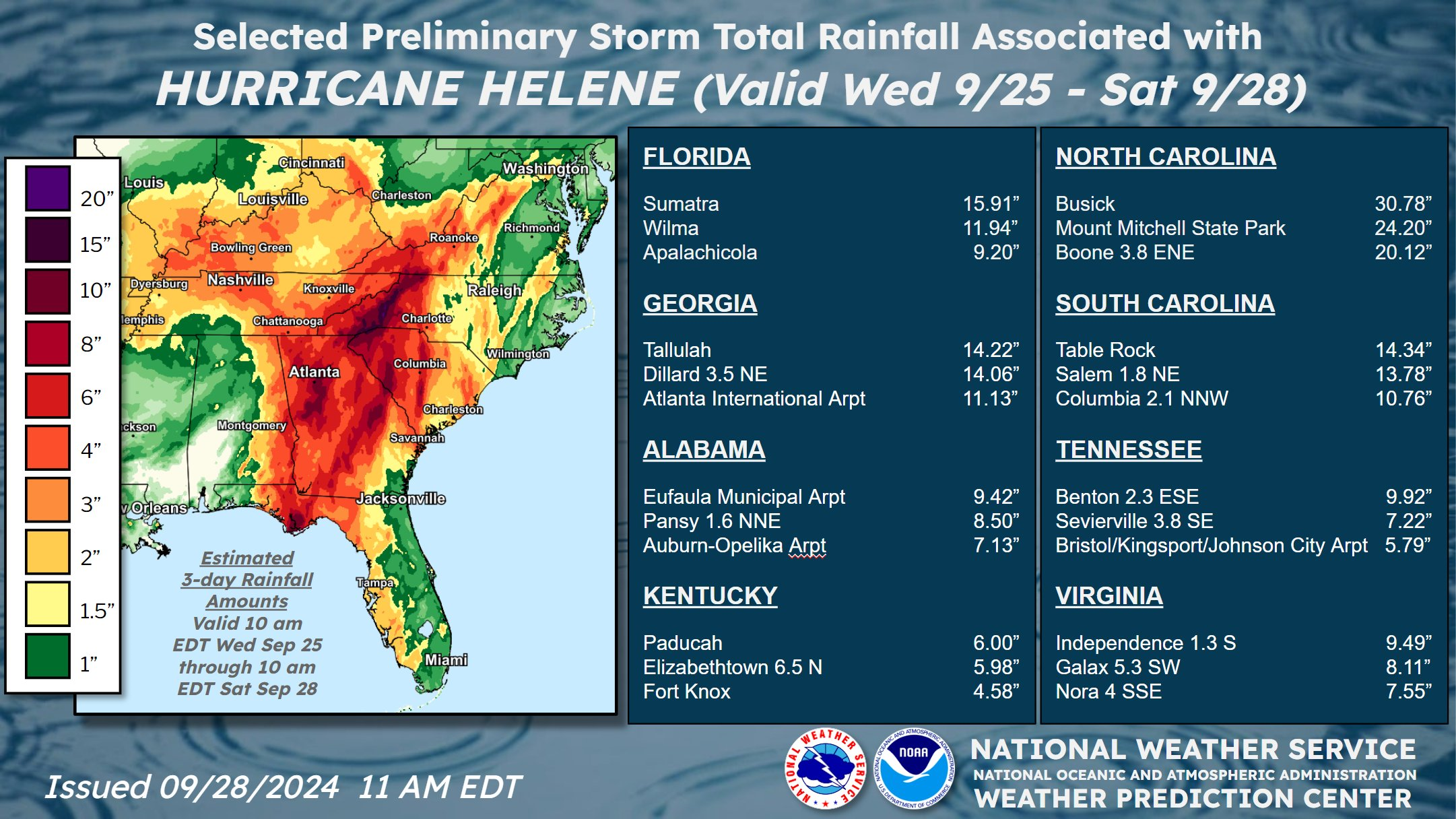
Carte des accumulations de pluie et maxima rapportés par État (1 pouce=25,4 mm).

#### Floride

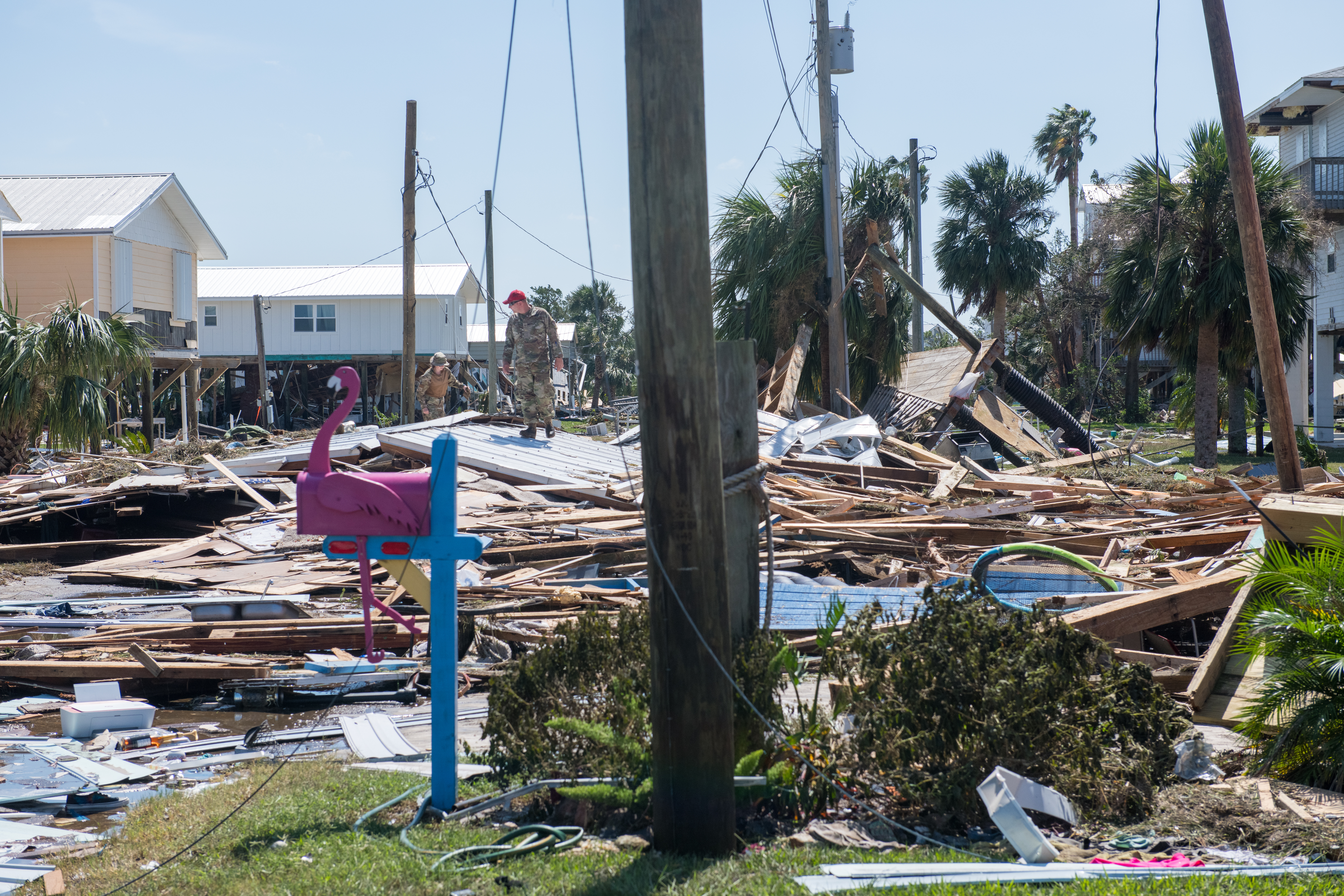
Destruction à Keaton Beach dans le comté de Taylor (Floride) près du point d'impact de l'ouragan.

Le 24 septembre, les comtés du Big Bend Coast ont ordonné l'évacuation obligatoire des zones côtières et des basses terres ainsi que des personnes vivant dans des maisons mobiles plus fragiles. De nombreuses sites, écoles et universités ont été fermés dans toute la Floride à cause des effets attendus. L'aéroport international de St. Petersburg-Clearwater et l'aéroport international de Tampa ont été fermés le 26 septembre. Plus au nord, l'aéroport international de Tallahassee a été fermé le même jour.
Le matin du 26 septembre dans le sud de la Floride, des milliers de personnes dans la région de la baie de Tampa ont connu des pannes de courant. Les rafales ont atteint 103 km/h à Fort Lauderdale et 108 km/h à Naples.
L'onde de tempête a donné un record d'amplitude mesurée sur trois des six marégraphes le long de la côte ouest de la Floride, soit à Cedar Key, Clearwater Beach et St. Petersburg. La valeur était d'environ 60 à 76 cm au-dessus de tous les niveaux précédents enregistrés depuis 50 à 110 ans, permettant une forte submersion marine.
Helene a laissé derrière elle une immense étendue de destruction en Floride. À Cedar Key, la dévastation était si généralisée que les résidents et les bénévoles ne pouvait revenir en ville après le passage de l'ouragan. Le système de traitement des eaux usées était hors-service et la ville n'avait pas d'électricité. Des dizaines de bâtiments historiques et d'autres maisons ont été détruits, alors que les routes étaient bloquées par des fils électriques tombés et des débris. Le gouverneur Ron DeSantis a déclaré que l'ouragan avait causé plus de dégâts dans la région de Big Bend Coast que l'ouragan Idalia en 2023, à l'époque l'ouragan le plus puissant à toucher terre en Floride.
Une personne a été tuée en Floride lorsqu'un panneau est tombé sur sa voiture. Dix personnes dans un comté de Floride se sont noyés en bravant l'ordre d'évacuation selon le shérif du comté de Pinellas, dans la région de St. Petersburg. Certains de ceux qui sont restés ont dû se cacher dans leurs greniers pour échapper à la montée des eaux.

#### Géorgie

Boucle radar du centre de la tempête passant sur la Géorgie.

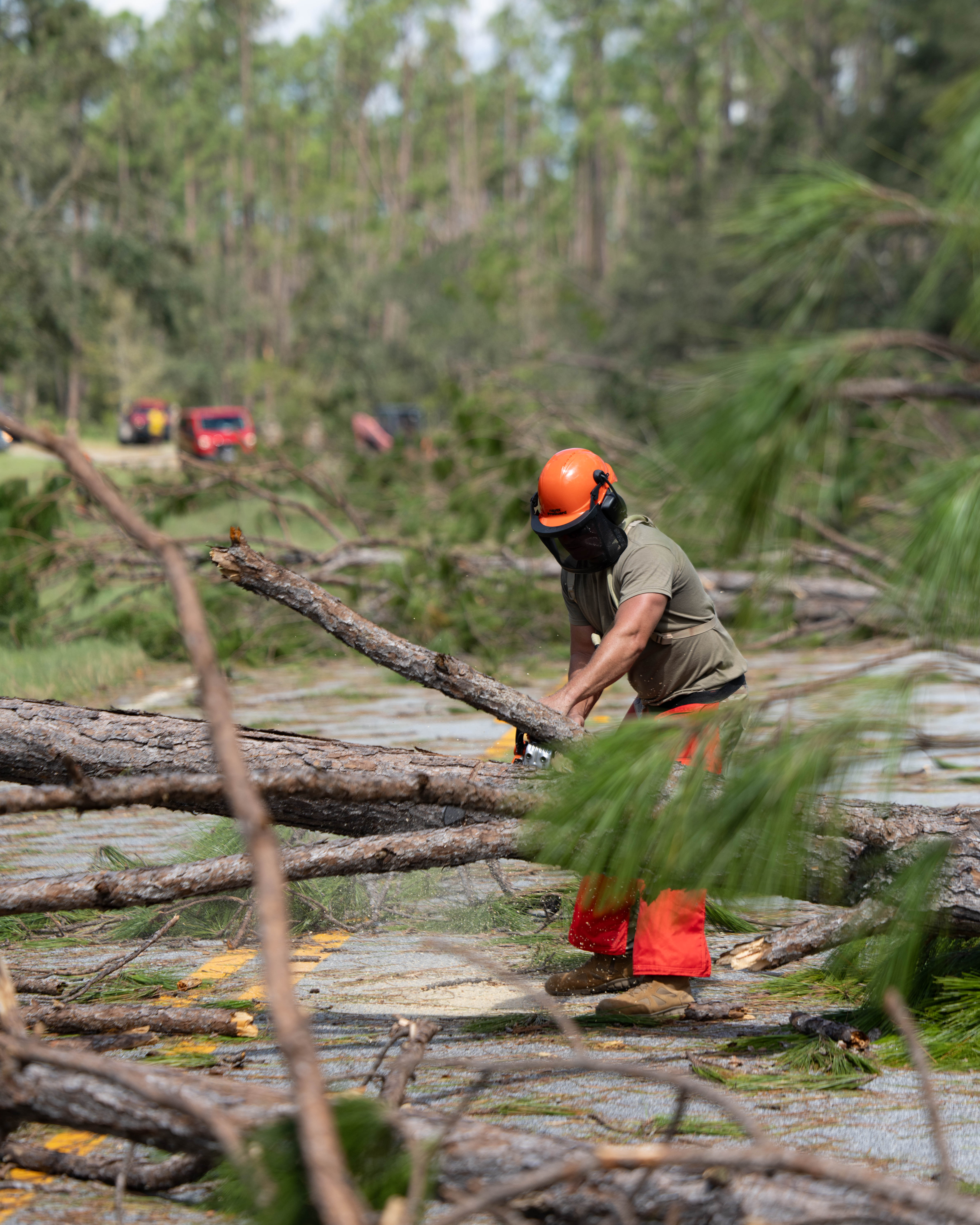
Déblayage d'une route à Homerville en Géorgie le 28 septembre 2024.

Le 27 septembre, le gouverneur de Géorgie a déclaré qu'au moins 11 personnes ont été tuées dans son État et que des dizaines d'autres étaient toujours coincées dans des maisons endommagées par l'ouragan dans 115 structures. Dans les tuées, on compte deux personnes ayant perdu la vie dans une possible tornade dans le sud de la Géorgie à l'approche de la tempête. Un pompier de Géorgie est mort lorsque des arbres a heurté son camion.
En Géorgie, Atlanta a reçu un record de 282 mm de pluie en 48 heures, un record de précipitations sur une période de deux jours dans les annales qui datent de 1878 selon le Bureau du climatologue de l'État de Géorgie battant celui établi en 1886. Certains quartiers ont été si gravement inondés que seuls les toits des voitures étaient visibles au-dessus de l'eau. Selon le service météorologique national les précipitations totales sur 3 jours sont les plus importantes sur la région depuis 104 ans,. La rivière Chattahoochee a débordé de son lit dans plusieurs zones autour du comté de Fulton et dans les comtés en aval, ce qui a déclenché une opération de sauvetage aquatique dans le comté de Coweta.
À Columbus, un record de précipitations quotidiennes a été établi avec environ 100 mm de pluie le 26 septembre. Les rafales ont atteint 95 km/h à Macon et 130 km/h à Augusta.
Les autorités du comté de Rabun ont ordonné l'évacuation des personnes vivant en dessous d'un barrage au lac Rabun après que les autorités ont été obligées d'ouvrir une troisième vanne, inondant plusieurs routes et piégeant les gens dans leurs communautés dans la partie sud du comté.
Helene a causé des dommages majeurs aux fermes avicoles de Géorgie, endommageant ou détruisant 107 installations. La Géorgie et les régions environnantes produisent près de la moitié des 9 milliards de poulets consommés aux États-Unis, et le ruissellement du fumier des installations endommagées déclencherait des alarmes sur la qualité des cours d'eau et des eaux souterraines.

#### Carolines, Tennessee et Kentucky
Deux personnes, une fillette de 4 ans à Claremont (Caroline du Nord) et un homme de 58 ans à Gastonia (Caroline du Nord), ont été tué dans des acidents de la route causé par l'aquaplanage sous les fortes pluies. La chute d'arbres sur des maisons est à l'origine d'un décès à Charlotte (Caroline du Nord) et d'un dans le comté d'Anderson (Caroline du Sud),. Deux pompiers de Caroline du Sud sont morts par la chute d'un arbre sur leurs véhicules.
Le niveau de plusieurs rivières des Blue Ridge Mountains de l'ouest de la Caroline du Nord et de l'est du Tennessee ont rapidement augmenté sous les pluies intenses. En Caroline du Nord, un lac du film « Danse lascive » a débordé d’un barrage et les quartiers environnants ont été évacués. Des habitants de Newport (Tennessee) ont également été évacués, un barrage situé à proximité menaçant de rompre, mais si les autorités ont déclaré plus tard que la structure n’avait pas cédé. Des tornades ont frappé certaines régions et une dans le comté de Nash a blessé grièvement quatre personnes. Le 28 septembre, l'état d'urgence pour crue soudaine était toujours en vigueur pour certaines parties de l'est du Tennessee à cause de la rupture imminente du barrage de la rivière Nolichucky affectant plus de 5 800 habitants et deux écoles.
Les régions montagneuses occidentales de la Caroline du Nord on enregistrées des quantités de pluies exceptionnelles, environ 600 mm d'accumulation et jusqu'à 750 mm en 48 heures à Busick (comté de Yancey), et des vents violents proches de la force d'ouragan. Ceci à produit de dangereuses crues soudaines, de nombreux glissements de terrain et des pannes de courant. Plus de 100 personnes ont été secourues selon le gouverneur. Asheville a été durement touchée et les autorités ont ordonné un couvre-feu dans toute la ville, l'accumulations de pluie a battu le record sur plusieurs jours avec 355 mm pour la période du 25 au 27 septembre (record précédent de 216 mm les 24 et 26 octobre 1918). À environ 32 kilomètres au sud-ouest d'Asheville, le barrage du lac Lure menaçait d'une « rupture imminente » selon le National Weather Service,. Près la moitié des décès causés par l'ouragan ont été rapportés en Caroline du Nord, dont un tiers des personnes se trouvait dans le comté de Buncombe entourant Asheville, avec plusieurs communautés entièrement rasées de la carte,.
Plus de 50 personnes ont été bloquées par les inondations sur le toit de l'hôpital à Erwin du comté d'Unicoi, dans le Tennessee.
Au Kentucky, dans le comté de LaRue, il est tombé jusqu'à 92 mm de pluie. Un record de précipitations quotidiennes a été battu à Lexington. Les rafales de vent dans le comté de Morgan ont dépassé 97 km/h et près de 220 000 clients ont perdu l'électricité dans l'État.

#### Autres États

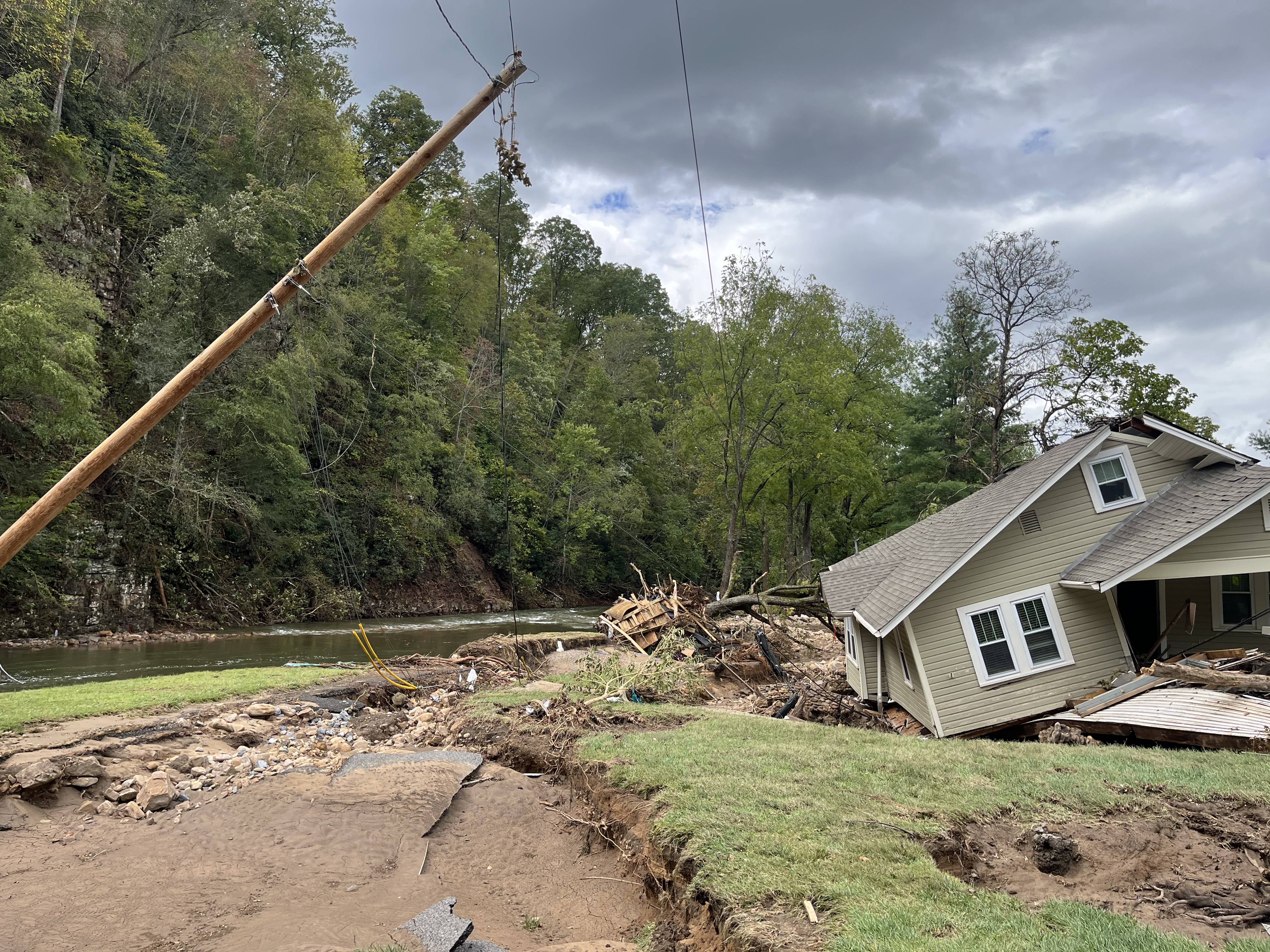
Destructions dans le sud-ouest de la Virgnie.

Une personne a été tuée dans le comté de Craig, en Virginie, après qu'un arbre soit tombé sur un bâtiment. Les précipitations ont atteint 310 mm dans les hautes terres du comté de Grayson. Les pannes de courant dans l'État ont touché 190 000 clients.
En Virginie-Occidentale, les fortes pluies ont causé des crues à Bluefield et des arbres ont bloqué plusieurs routes. Ailleurs dans l'État, des arbres sont tombés dans certaines parties du comté de Fayette. Dans le comté de Mercer, plus de 20 000 clients ont perdu l'électricité. La pluie a cependant aidé un peu l'État aux prises avec des conditions de sécheresse depuis août 2024.
Dans l'Illinois, les restes d'Helene ont produit de fortes pluies et des vents violents, provoquant plusieurs milliers de pannes de courant. Les vagues sur le lac Michigan ont atteint jusqu'à 3 m. Environ 100 000 pannes de courant se sont produites dans l'Indiana, et les vents ont soufflé jusqu'à 89 km/h. Plus de 120 000 clients ont perdu l'électricité dans l'Ohio. Les rafales de vent dans l'État ont atteint 108 km/h.

### Mexique (Yucatán)

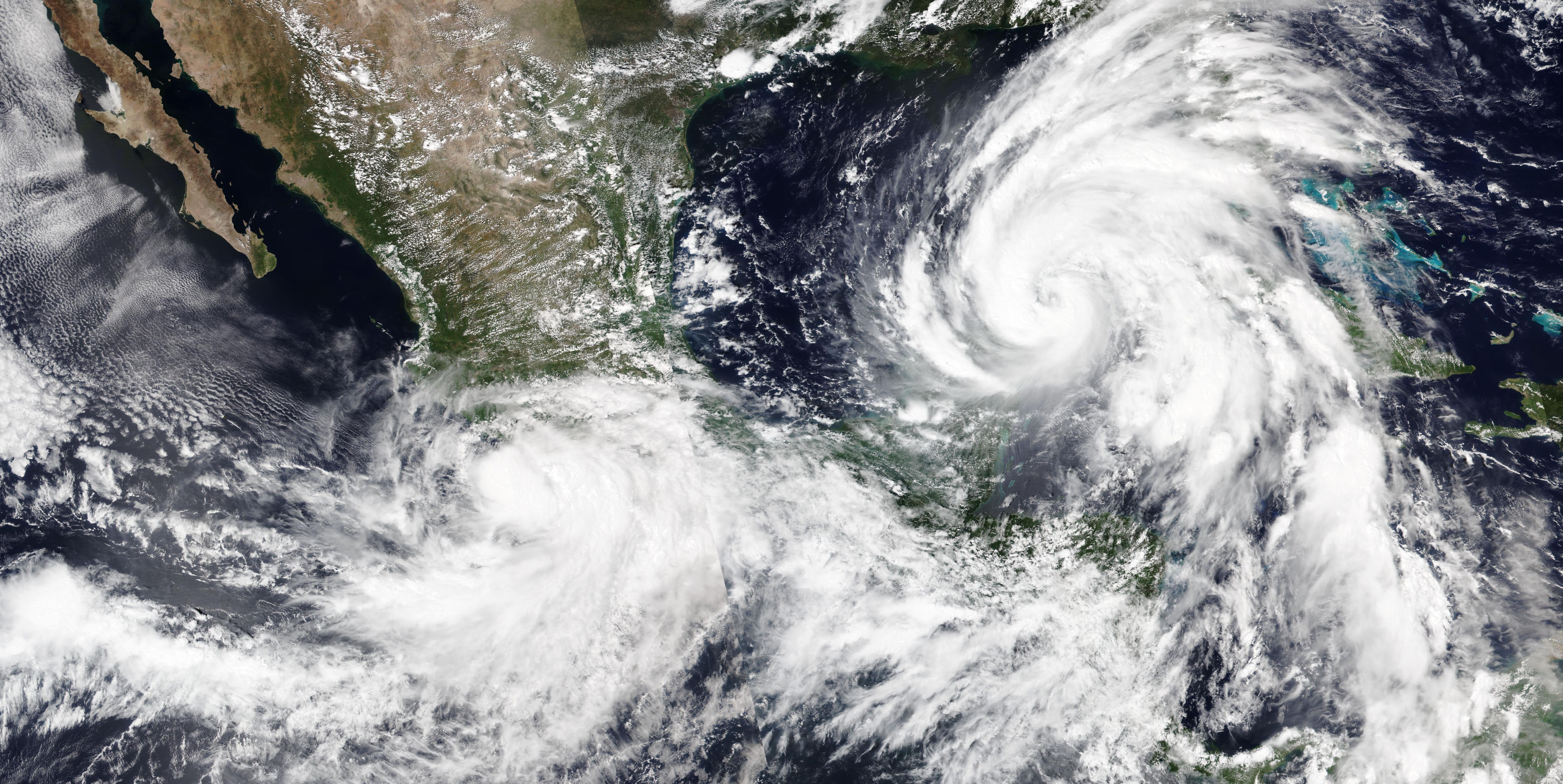
Helene dans le golfe du Mexique et la tempête tropicale John dans le Pacifique touchant en même temps le Mexique le 25 septembre.

Plus de 120 000 clients, soit 14 % du total de la Comisión Federal de Electricidad, ont perdu de l'électricité dans l'État de Quintana Roo. Isla Mujeres a connu des inondations généralisées avec la pluie et l'onde de tempête en plus de rafales allant jusqu'à 111 km/h,. Cancún et Cozumel ont connu des vagues très fortes, brisant la digue à Cozumel et augmentant l'érosion des plages à Cancún. Des arbres sont tombés et des toits ont été endommagés dans toute la péninsule du Yucatán.
Les vols à l'aéroport de Cozumel ont été retardés tandis que l'aéroport international de Cancún a connu près de 100 annulations ou retards. Seuls des retards mineurs se sont produits à l'aéroport de Mérida.

## Aide
Près de 4000 Gardes nationaux  américains ont été mis à pied d'oeuvre pour des opérations de sauvetage dans 21 comtés de Floride. La Caroline du Nord, la Géorgie et l'Alabama ont également mobilisé leurs gardes. L'administration fédérale a également mobilisé plus de 1 500 agents fédéraux pour soutenir les communautés touchées. Une unité du 1er bataillon du 169e régiment d'aviation, faisant partie de la Garde nationale de l'armée du Connecticut, a été déployée en Caroline du Nord pour aider aux efforts de secours en cas de catastrophe. Des mules de bât ont été utilisées pour accéder à des zones inaccessibles par d'autres moyens en Caroline du Nord. Operation AirDrop et l'équipe d'intervention d'urgence de Caroline ont aidé à déployer des pilotes d'hélicoptères privés bénévoles pour participer aux efforts de sauvetage,.
Le 28 septembre, l'Omaha Public Power District a dépêché des équipes d'entraide en Virginie-Occidentale pour aider à rétablir le courant après Helene, leur troisième intervention pour une catastrophe en 2024. La Californie a envoyé 151 membres de recherche et sauvetage dans les zones touchées.
La Federal Emergency Management Agency (FEMA) a envoyé des équipes de recherche et de sauvetage, de l'eau en bouteille et des terminaux Starlink. La Croix-Rouge américaine  et l'Armée du Salut, entre autres organisations à but non lucratif, ont commencé à déployer des équipes de services d'urgence en cas de catastrophe dans de nombreuses zones touchées.
Le 1er octobre, la Maison Blanche a annoncé par communiqué de presse que la FEMA avait distribué 6,5 millions de litres d'eau et 7,1 millions de repas. World Central Kitchen déploierait des camions de nourriture dans les zones touchées par l'ouragan, fournissant plus de 64 000 repas dans plusieurs États touchés. Le propriétaire de la franchise locale de Mellow Mushroom offrirait 5 000 $ de pizza gratuite aux résidents d'Asheville.
Le même jour, le gouverneur de Virginie-Occidentale, Jim Justice, a déclaré l'état d'urgence dans le comté de Mercer et la division de gestion des urgences de Virginie-Occidentale a permis une mobilisation rapide du personnel, des ressources et des services d'urgence essentiels. Justice a déclaré que cela « nous permettra d'accélérer la réponse sur le terrain et de recevoir potentiellement une aide fédérale alors que nous poursuivons nos efforts de rétablissement ».
Le 3 octobre, le président américain a annoncé que jusqu'à 1 000 soldats de l'active rejoindraient la Garde nationale de Caroline du Nord pour venir en aide aux communautés isolées. Le comté de Buncombe, en Caroline du Nord, durement touché, a reçu l'aide de plusieurs centaines de sauveteurs de tous les États-Unis, y compris du service des incendies de New York. La FEMA comptait au 5 octobre plus de 3 000 intervenants fédéraux sur le terrain en Caroline du Nord.

## Réponse politique

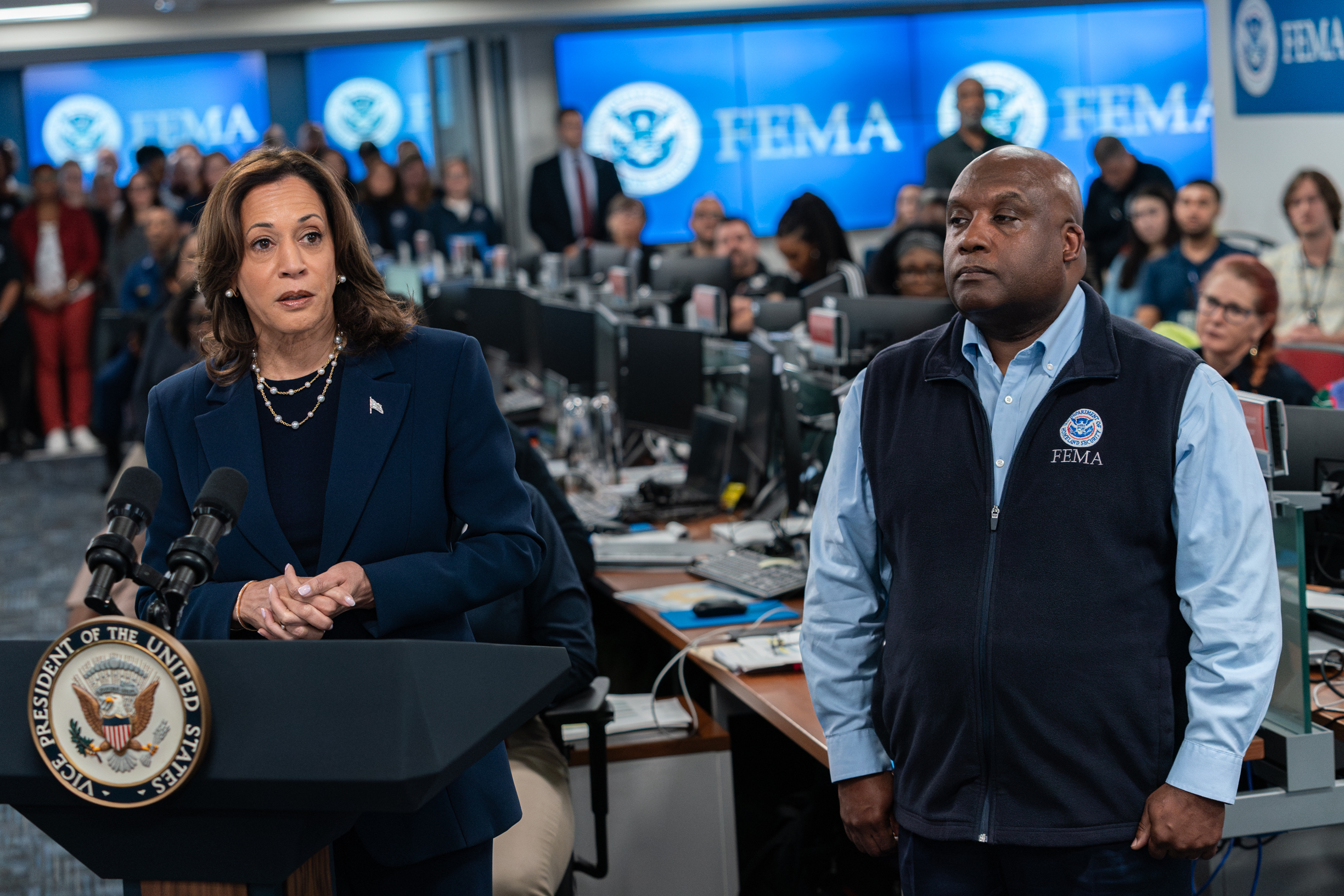
La vice-présidente Kamala Harris en mêlée de presse au siège de la FEMA à propos des secours après l'ouragan Helene.

Le président Joe Biden a été critiqué pour s'être rendu à Rehoboth Beach, dans le Delaware, au cours du week-end, au lieu d'être à la Maison Blanche pour commander la réponse fédérale. Biden a contesté ceci en indicant qu'il l'avait fait par téléphone. Il a également déclaré qu'il pourrait devoir demander au Congrès de retourner à Washington, DC, pour approuver un financement supplémentaire pour la réponse du gouvernement fédéral à Helene. Biden a promis de visiter le centre des opérations d'urgence de Raleigh le 2 octobre avant de survoler Asheville et visiter la Géorgie ainsi que la Floride dès que possible.
La candidate démocrate à la présidence, et vice-présidente, Kamala Harris a également promis d'être « sur le terrain » dès que possible sans interrompre les opérations d'intervention d'urgence. Le 30 septembre, Harris est montée à bord d'Air Force Two en route vers la base aérienne d'Andrews pour visiter le siège de la FEMA à Washington, DC, pour un briefing sur le soutien aux efforts d'intervention d'urgence et de rétablissement.
En réponse aux questions des journalistes sur la relation entre le changement climatique et la gravité de l'ouragan, la directrice de la FEMA, Deanne Criswell, a déclaré qu'il avait considérablement aggravé la tempête,. Plus tard, lorsque les journalistes ont demandé au président Biden si le changement climatique était responsable des dégâts causés par l'ouragan, il a répondu : « Absolument, positivement, sans équivoque, oui, oui, oui, oui ».
Tous les sénateurs de Caroline du Nord, de Caroline du Sud, de Géorgie, de Floride, du Tennessee et de Virginie ont écrit une lettre aux dirigeants du Sénat des États-Unis les exhortant à agir pour aider leurs États, même si cela devait signifier un retour anticipé de vacance en octobre.

### Récupération électorale et désinformation de Donald Trump
Le 30 septembre, le candidat républicain à la présidence Donald Trump a atterri à l'aéroport régional de Valdosta, en Géorgie et s'est rendu en ville. Il y a accusé le président Joe Biden d'ignorer les appels téléphoniques du gouverneur de Géorgie Brian Kemp, mais Biden a contesté cette affirmation. De son côté, le gouverneur Kemp a déclaré qu'il avait parlé avec Biden qui avait demandé si le gouverneur avait tout ce dont il avait besoin, ce à quoi Kemp a répondu qu'il l'avait et que son équipe travaillait « dans le cadre du processus fédéral ».
Selon l'attachée de presse nationale de la campagne Trump, cette dernière s'est associée à l'organisation d'aide humanitaire chrétienne évangélique Samaritan's Purse pour apporter des camions de carburant, de nourriture, d'eau et d'autres fournitures essentielles en Géorgie. Le candidat républicain a également affirmé sans preuve sur sa plateforme de médias sociaux, Truth Social, que le gouvernement fédéral et le gouverneur de Caroline du Nord Roy Cooper « faisaient tout leur possible pour ne pas aider les gens dans les zones républicaines ».
Le 3 octobre, le candidat Trump a accusé encore une fois sans preuve l'administration Biden de dilapider les fonds destinés aux victimes de catastrophes naturelles, pour les diriger vers des immigrés en situation irrégulière pour des « bons d’achat » et des logements « dans des hôtels de luxe » afin qu'ils votent pour Kamala Harris,.
Il s'en suivi un flot de désinformation dans les médias sociaux ciblant la réponse de l'administration Biden. En particulier, Elon Musk, soutenant Donald Trump, a publié plusieurs rumeurs et insinuations dénigrant la réponse gouvernementale à Helene, dépeignant le président et la candidate Mme Harris comme des incompétents. Les politiciens et les intervenants d’urgence dans la zone sinistrée, y compris de nombreux élus Républicains, ont dû prendre la parole et réfuter ces rumeurs. Des images trompeuses générées par l'intelligence artificielle (IA) et prétendant provenir de la zone sinistrée ont proliféré sur Facebook.
En conséquence, le personnel de la FEMA et le secrétaire à la Sécurité intérieure des États-Unis Alejandro Mayorkas ont été menacés, alors que la directrice des affaires publiques de la FEMA Jaclyn Rothenberg et le maire d’Asheville Esther Manheimer ont reçu des attaques antisémites en ligne.